# Edremit (Balıkesir)
Edremit (von altgriechisch Άδραμύττιον Adramyttion (n. sg.); früher osmanisch ادرمد Edremid) ist eine Stadt im gleichnamigen Landkreis der türkischen Provinz Balıkesir und gleichzeitig ein Stadtbezirk der 2012 geschaffenen Büyükşehir belediyesi Balıkesir (Großstadtgemeinde/Metropolprovinz). Edremit liegt etwa 75 km westlich von Balıkesir, am Golf von Edremit (Edremit Körfezi) auf den flachen Ausläufern des Paşadağ. Seit der Gebietsreform 2012 ist die Kreisstadt flächen- und einwohnermäßig identisch mit dem Landkreis.
Ende 2012 bestand der Kreis aus Edremit (15 Mahalles) sowie aus den Belediye Akçay (3), Altınoluk (4), Güre (3), Kadıköy (2) und Zeytinli (5 Mahalles). Die letzten fünf wurden zur Verwaltungsreform in Mahalles überführt. Auch die 20 Dörfer in den beiden Bucak Altınoluk (6) und Merkez (14 Dörfer) wurden in Mahalles umgewandelt.
Die Umgebung des etwa 10 km vom Meer entfernten Ortes bildet eine fruchtbare Schwemmlandebene, in der hauptsächlich Oliven, Mais, Getreide und Feigen geerntet werden. Im Zentrum des Landkreises, nördlich der Stadt, liegt der 21.300 ha umfassende Kazdağı-Nationalpark, der das Zentrum des Kaz Dağı, des historischen Ida-Gebirges umschließt.
Edremit besitzt einen Flughafen (Flughafen Balıkesir Körfez).

## Geschichte
Nach der Zerstörung der Vorgängersiedlung Adramyttion durch den Seldschuken Çaka Bey 1093 wurde die Stadt von Philokales, einem General des byzantinischen Kaisers Alexios, wieder aufgebaut. Manuel I. verstärkte die Befestigung gegen die türkische Gefahr. Im 14. Jahrhundert fiel die Stadt an das Beylik der Karesi, in der Regierungszeit von Sultan Orhan schließlich eroberten Mitte des 14. Jahrhunderts die Osmanen Edremit.

## Sehenswürdigkeiten

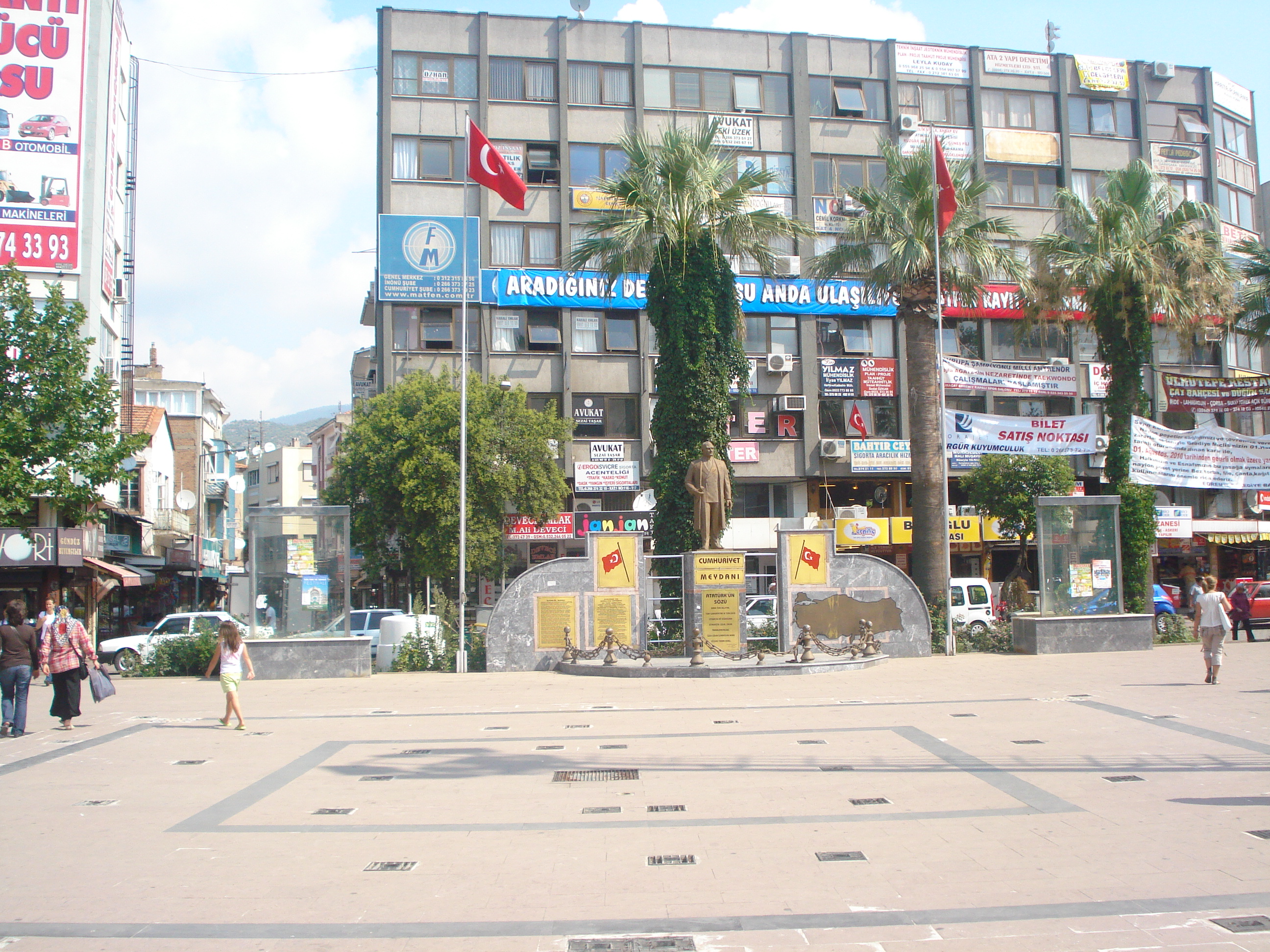
Der zentrale Platz der Republik mit dem Atatürk-Denkmal (Juli 2010)

Die Stadt verfügt über ein Museum, das neben spärlichen archäologischen Funden eine reiche Waffensammlung zeigt. Die Kurşunlu Cami (Kurşunlu-Moschee) wurde 1231 von dem Seldschuken Yusuf Sinan erbaut.
Am Golf von Edremit liegen
- die Ruinen der antiken äolischen Stadt Antandros, etwa 20 km westlich bei Altınoluk
- bei Küçükkuyu, etwa 35 km westlich, auf einem Berg die Reste einer römischen Militärstation, Zeusaltar genannt

Von der Vorgängersiedlung Adramyttion, etwa 13 km südwestlich beim heutigen Ören, sind keine nennenswerten Relikte erhalten.